# NGC 2880
NGC 2880 is een elliptisch sterrenstelsel in het sterrenbeeld Grote Beer. Het hemelobject werd op 2 april 1791 ontdekt door de Duits-Britse astronoom William Herschel.

## Synoniemen
- UGC 5051
- MCG 10-14-15
- ZWG 312.11
- PGC 26939